# Web of Seduction
Pour plus de détails, voir Fiche technique et Distribution.
Web of Seduction est un film américain écrit et réalisé par Blain Brown, sorti en 1999.

## Fiche technique
- Titre : Web of Seduction
- Réalisation : Blain Brown
- Scénario : Blain Brown
- Producteur : William Burke
- Producteur exécutif : Edward Holzman
- Production :
- Distributeur :
- Musique : Chris Anderson, Carl Schurtz
- Pays de production :  États-Unis
- Langue d'origine : Anglais américain
- Genre : Thriller érotique
- Durée : 95 minutes (1 h 35)
- Date de sortie :
  - États-Unis : 1999

## Distribution
- Lauren Hays : Simone
- Eric Acsell : Damon
- Tracy Ryan : Jenni (créditée comme Tracy Smith)
- Nancy O'Brien : Brandy
- Stephan Camus : Gerard
- Michael George : Stan